# ابن بطوطه
ابن‌بَطوطه، با نام کامل ابوعبدالله محمد بن عبدالله بن محمد بن ابراهیم لُواتی طَنجی، یکی از بزرگ‌ترین جهان‌گردان و جغرافیدانان تاریخ اسلام است. او در سال ۷۰۳ قمری/۱۳۰۴ میلادی در شهر طَنجه مراکش به دنیا آمد و سفرهای گسترده‌اش او را به چهره‌ای بی‌همتا در تاریخ مکتوب سفرنامه‌نویسی تبدیل کرد.  
سفرهای ابن‌بطوطه از سن ۲۱‌سالگی آغاز شد و بیش از ۳۰ سال به طول انجامید. او تقریباً تمام سرزمین‌های شناخته‌شدهٔ آن دوران، از شمال آفریقا و خاورمیانه گرفته تا هند، چین، آسیای مرکزی و حتی بخش‌هایی از اروپا را پیمود. این سفرها نه‌تنها از نظر جغرافیایی، بلکه از جنبه‌های فرهنگی، سیاسی و اجتماعی نیز حائز اهمیت هستند.  
کتاب تُحفَة‌ُالنُظّار فی غَرائِب‌ِالاَمصار و عَجائِب‌ِالاَسفار معروف به سفرنامهٔ ابن‌بطوطه، مهم‌ترین اثر اوست که به‌دست ابن‌جُزَی کلبی تدوین شد. این کتاب، علاوه بر توصیف دقیق شهرها و آداب‌ورسوم مردمان گوناگون، اطلاعات ارزشمندی دربارهٔ حکومت‌ها، اقتصاد و روابط بین‌المللی در قرن هشتم قمری/چهاردهم میلادی ارائه می‌دهد.  
ابن‌بطوطه در سفرهایش با شخصیت‌های برجسته‌ای همچون سلطان محمد بن تُغلُق در هند و امیران مَمالیک در مصر دیدار کرد. روایت‌های او از این ملاقات‌ها، نه‌تنها جنبهٔ تاریخی، بلکه جنبه‌ای ادبی و داستان‌گونه نیز دارد که بر جذابیت نوشته‌هایش افزوده است.  
سرانجام، ابن‌بطوطه در سال ۷۷۰ قمری/۶۹–۱۳۶۸ میلادی در زادگاه خود، طَنجه، درگذشت. امروزه او را نه‌تنها به‌عنوان یک جهان‌گرد، بلکه به‌عنوان نمادی از کنجکاوی، استقامت و تعامل فرهنگی می‌شناسند که میراثی ماندگار از جهان اسلام را به جا گذاشت.

## نام و تبار
نام و نسب ابن بَطوطه در ابتدای سفرنامه‌اش به صورت «ابوعبدالله محمد بن عبدالله بن محمد بن ابراهیم» آمده است. با این حال، لسان‌الدین خطیب از نویسندگان معاصر او در الاِحاطَه فی اَخبارِ غَرناطَه نام و نسب او را به صورتی کامل‌تر، «محمد بن عبدالله بن محمد بن ابراهیم بن عبدالرحمن بن یوسف» معرفی می‌کند، و اضافه می‌کند که کنیه‌اش «ابوعبدالله»، و معروف به «ابن بَطوطه» می‌باشد. برای او دو لقب «شرف‌الدین» و «شمس‌الدین» را برشمرده‌اند. به نوشتهٔ ابن جُزَی، او در مشرق‌زمین به شمس‌الدین ملقب بوده است. ریشهٔ واژهٔ «بَطّوطَة» مشخص نیست، اما حرف «ط» در آن هم به صورت تشدیددار، و هم به صورت مخفف آمده است. با این حال، صورت مُشَدَد آن درست‌تر به نظر می‌رسد.
اصالت ابن بَطوطه بَربَر بوده و به قبیلهٔ «لُواتَه» می‌رسد، که از قبیله‌های ساکن در شمال آفریقا بودند. خانوادهٔ او احتمالاً به امور فقهی و قضاوت مشغول بوده‌اند، و خانه‌شان در طَنجِه محل رفت و آمد فقها و قُضات بوده است. هنگامی که او سفرش را آغاز کرد، پدر و مادرش زنده بودند، اما اطلاع دیگری از کیستی آن‌ها در نوشته‌هایش به دست نمی‌آید. او در سال ۷۴۹ قمری/۴۹–۱۳۴۸ میلادی زمانی که در راه برگشت از سفرها به دمشق رسید، طی پرس‌وجویی مطلع شد که پدرش پانزده سال پیش از آن درگذشته است، ولی مادرش هنوز زنده بود.
او خاندانش را اهل فقه و قضاوت معرفی می‌کند، و در سفرنامه هم شواهدی در اثبات این ادعا وجود دارد. وی در سفر به اَندلس، قاضی شهر «رُندا» را پسرعموی خود معرفی می‌کند. در مکه نیز با فقیهی به نام ابوالحسن علی بن رزق‌الله اَنجَری دیدار می‌کند، که دوست پدرش بوده و هر وقت به طَنجه می‌رفته، در خانهٔ آنان اقامت می‌کرده است.

## سرگذشت

### اوایل زندگی
آنگونه که خود ابن بطوطه گفته و ابن جزی در مقدمهٔ سفرنامه نوشته است، تولد او در روز دوشنبه ۱۷ رجب سال ۷۰۳ هجری قمری و در شهر طنجه بوده است. اطلاع چندانی از سرگذشت ابن بطوطه تا پیش از آغاز سفرهایش وجود ندارد، اما به نظر می‌رسد او در زادگاهش طنجه به تحصیل علوم دینی در فرقهٔ مالکی — که فرقهٔ غالب در شمال آفریقا بود — پرداخته باشد. او در فقه مالکی معلوماتی داشته و چه در جوانی و چه بعد از آن، به کار قضاوت مشغول بوده است.

### سفرها

#### نخستین حج

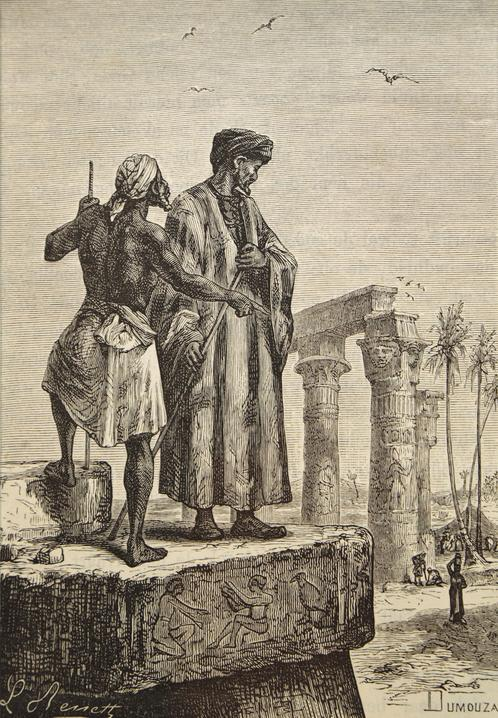
ابن بطوطه (راست) در مصر به همراه یک راهنمای محلی، اثر لئون بنت

ابن بطوطه در روز پنج‌شنبه ۲ رجب ۷۲۵ هجری قمری و در حالی که ۲۲ سال سن داشت، سفرش را به قصد به جای آوردن حج آغاز و طنجه را ترک کرد. او از طنجه به تلمسان رفت و با محمد بن ابی‌بکر نفزاوی و محمد بن حسین قرشی زبیدی، از سفیران ابویحیی ابوبکر دوم، خلیفهٔ حفصی در افریقیه، آشنا شد. او سپس به ملیانه رفت و به همراه دو سفیر ابویحیی، از آنجا خارج شد. با مرگ محمد بن ابی‌بکر نفزاوی در راه، همراهان او به ملیانه برگشتند و ابن بطوطه با همراهی گروهی از بازرگانان تونسی راهش را تا الجزیره ادامه داد. وی از الجزیره به اتفاق زبیدی و فرزند نفزاوی که به او پیوسته بودند، به بجایه رفت و بیمار شد. پس از بجایه، به قسنطینه و سپس تونس رسید. او حدود دو ماه در تونس توقف کرد و در این فرصت به مدرسهٔ الکتبیین و جامع اعظم زیتونه می‌رفت و با علمای آنجا مأنوس بود. در نتیجه زمانی که قافلهٔ حج از تونس به راه افتاد، او به عنوان قاضی آن قافله منصوب شد. ابن بطوطه همراه با آنان به سوسه و سپس صفاقس رفت و از آنجا با گذر از طرابلس و دیگر مناطق ساحلی شمال آفریقا، به اسکندریه رسید. او دو ماه در اسکندریه ماند و در این میان به دیدار صوفی‌ها و مشایخ رفت که یاقوت حبشی و برهان‌الدین اعرج از جملهٔ آنان بودند. سپس راه قاهره در پیش گرفت و با گذر از دمیاط و حضور در خانقاه جمال‌الدین ساوه‌ای، به قاهره رسید. در قاهره نیز بیشتر به خانقاه‌ها سر می‌زد و شرح‌هایی از نظام خانقاهی در مصر و مراسم‌های درویشان که اغلب ایرانی بودند، آورده است. او قاهرهٔ آن روز را شهری پر جوش و خروش و دارای فعالیت قابل ملاحظه تصویر می‌کند. او حدود یک ماه در قاهره ماند و سپس بین راه زمینی از شبه‌جزیرهٔ سینا و راه دریایی از طریق گذر از دریای سرخ، راه دوم را برای رسیدن به حجاز برگزید. وی از قاهره در مسیر نیل به راه افتاد و به منیه رفت که آن را منیةالخصیب نامیده است. سپس تا اسوان را در راستای نیل پیمود و برای سفر دریایی به جده، راهی بندر عیذاب شد که یکی از بندرهای مهم تجاری و دارای باراندازهای بزرگ بود، اما از جنبه‌های دیگر، وضع مطلوبی نداشت و قبایل بجه که در آن مناطق ساکن بودند، جان و مال مسافران را تهدید می‌کردند. کشتی‌های مصری به سبب درگیری میان قبایل بجه و دولت ممالیک در دریا متوقف بودند و ابن بطوطه ناگزیر شد دوباره به قاهره برگردد و از راه شام به مکه برود. او این بار یک شب بیشتر در قاهره نماند و به سرعت راهی شام شد و به غزه رسید. پس از آن به الخلیل، بیت‌المقدس، صور، صیدا، طرابلس، لاذقیه، انطاکیه، حلب، معرةالنعمان، بعلبک و دمشق رفت. او سه هفته در دمشق ماند و در این مدت از مسجد جامع اموی بازدید و در مجالس سماع و درس حدیث شرکت کرد. او در ۱ شوال ۷۲۶ همراه با یکی از کاروان‌هایی که سالانه از شام به حجاز می‌رفتند، دمشق را ترک کرد و راهی مدینه و مکه شد. او موسم حج آن سال و سال بعدش را در مکه ماند و مطالب جامعی دربارهٔ آن دو شهر در سفرنامه‌اش نقل کرده است.

#### عراق و ایران
ابن بطوطه در ۲۰ ذیحجهٔ ۷۲۷ در قالب کاروانی بزرگ از حاجیان ایرانی - که آن را شهری متحرک توصیف می‌کند - مکه را ترک کرد. آن‌ها سه روز تا مدینه و سپس بیست و چهار روز دیگر تا کوفه در راه بودند. پیش از رسیدن به کوفه، به قادسیه و نجف رفت و حرم علی بن ابی‌طالب را زیارت کرد. او در آنجا راه خود را از قافله که می‌خواست به بغداد برود جدا کرد و با قافله‌ای دیگر، عازم بصره شد. این قافله سه روز در واسط متوقف شد و ابن بطوطه در این فرصت به دیدن مقبرهٔ ابوالعباس رفاعی، سرسلسلهٔ دراویش رفاعیه، رفت. او سپس به بصره رسید و آن را شهری به لحاظ اقتصادی پررونق و به لحاظ علمی ورشکسته یافت. پس از آن به آبادان، ماهشهر و شوشتر رفت که در این شهر بیمار شد. او پس از آن از راه ایذه به اصفهان رفت و بخش بزرگی از شهر را به دلیل زد و خوردهای مذهبی میان شافعیان، حنفیان و سپس شیعیان، ویران‌شده دید ولی مردم آنجا را شجاع و سخاوت‌مند خواند. او دو هفته در خانقاه علی بن سهل ماند و سپس به شیراز رفت. در شیراز ضمن دیدار با قاضی مجدالدین شیرازی، در خانه‌ای که او برایش در مدرسهٔ مجدیه تدارک دیده بود، منزل کرد. او ضمن توصیفی اغراقی از نظم خیابان‌ها و بازارها و زیبایی باغ‌ها و چشمه‌ها، مردم شیراز را خوش‌هیکل خواند و آن‌ها را با مردم دمشق مقایسه کرد. ابن بطوطه در این مدت از حرم شاهچراغ و نیز بقعه‌های صوفیانی چون ابوعبدالله خفیف، عزالدین مودود زرکوب و روزبهان بقلی بازدید کرد و سپس به زیارت آرامگاه سعدی رفت که سی و پنج سال پیش درگذشته بود. سپس قصد بازگشت به عراق کرد و ضمن بازدید از مقبرهٔ ابواسحاق کازرونی در کازرون، با گذر از هویزه، حله و کربلا به بغداد رفت. همزمان با او، ابوسعید بهادرخان، ایلخان مغول، نیز در بغداد بود و قصد بازگشت به سلطانیه را داشت. ابن بطوطه با اردوی او همراه شد و پس از ده روز، همراه با بخشی از اردو به رهبری علاءالدین محمد خراسانی، از مأموران ابوسعید بهادرخان، راهی تبریز شد. او بازار غازان تبریز را از بهترین بازارهایی که در همهٔ شهرهای دنیا دیده است می‌دانست. او از مقبرهٔ غازان‌خان و مسجد جامع علیشاه نیز دیدن کرد و تبریز را پس از توقفی یک‌روزه، به سوی سلطانیه ترک کرد. در سلطانیه برای نخستین بار به دیدار ابوسعید بهادرخان رفت و دربارهٔ اوضاع مغرب با او به گفتگو نشست. با این حال به نظر می‌رسد که موفق به بازدید از گنبد سلطانیه نشده است. سپس با کمک‌هایی که از ابوسعید برای انجام سفر حج دریافت کرده بود، به سمت بغداد به راه افتاد و به آن شهر وارد شد. هنوز دو ماه به موسم حج مانده بود و او از این فرصت برای دیدن شهرهای موصل و ماردین استفاده کرد و سپس دوباره به بغداد بازگشت و در قالب کاروانی راهی مکه شد. او حج سال ۷۲۸ را به جای آورد، سال‌های ۷۲۹ و ۷۳۰ را هم در مکه ماند و پس از بهبود یافتن از بیماری سختی که به آن مبتلا شده بود، به معاشرت با دانشمندان ساکن آنجا پرداخت.

#### سواحل شرقی آفریقا و خلیج فارس
پس از ترک مکه، به سمت جده رفت تا با کشتی به یمن سفر کند اما باد مخالف، او را به سواحل آن سوی دریای سرخ و شهر سَواکِن برد. او در نهایت خود را به یمن رساند و مردم آنجا را مهربان و زنانشان را دلربا توصیف کرد. سپس به عدن، سومالی، کنیا و تانگانیکا رفت و به سمت ظفار برگشت. او مردم آنجا را غریب‌نواز و فروتن معرفی کرده و به خلق و خوی آنان را همانند مردم مغرب دانسته است. پس از آن سفر خود را به سمت مصیره، قلهات و عمان ادامه داد. جایی که اعتقادات مردم اباضی‌مذهب آن، توجهش را به خود جلب کرد. پس از ترک عمان به جزیرهٔ هرمز رسید و ضمن دیدار با قطب‌الدین تهمتن، پادشاه هرمز، با گذر از لار و خنج، راهی جزیرهٔ کیش شد. او با گذر از خلیج فارس، به لحسا، قطیف و یمامه در سرزمین بحرین رفت و سپس برای ادای سومین حج، در سال ۷۳۲ به مکه رسید.

#### آسیای صغیر
او پس از ادای حج، راهی جده و بندر عیذاب شد و از راه مصر، به غزه و آسیای صغیر رفت. او انطالیه را دید و آن را شهری با ساکنانی از ادیان گوناگون یافت که قسمت اصلی شهر در اختیار مسلمانان بود و هر یک از گروه‌های قومی و مذهبی، در محله‌های مخصوص به خود زندگی می‌کردند. او همچنین قونیه رفت و ضمن بازدید از آرامگاه مولوی - که حدود شصت سال پیش از آن درگذشته بود - اشاره کرده است که در خانقاهی بر بالای مزار او، مسافران را اطعام می‌کردند. ابن بطوطه همچنین در بروسه با اختیارالدین اورخان‌بیک، دومین سلطان عثمانی، دیدار کرد. او از بیشتر شهرهای آسیای صغیر دیدن کرد و مردم آن سرزمین را مهربان، خوش‌قیافه، خوش‌لباس، خوش‌خوراک و خونگرم دید. او پس از آن راهی سینوب در ساحل دریای سیاه شد که خود را به آن طرف دریا برساند.

#### دشت قَبچاق و خوارزم
مرحلهٔ بعدی سفر ابن بطوطه، به سفرهای او در سرزمین‌های شمالی اشاره دارد و خط سیر آن به درستی روشن نیست. او با یک کشتی یونانی سینوب را ترک کرد و با عبور از دریای سیاه خود را به شبه‌جزیرهٔ کریمه رساند و وارد شهر کفّا شد که یکی از مراکز مهم بازرگانی میان شرق و غرب محسوب می‌شد و در اختیار جمهوری جنوا بود. از آنجا به سوداق رفت و آن شهر را پنجمین بندر بزرگ جهان توصیف کرد. ابن بطوطه پس از سفر در سرتاسر شبه‌جزیرهٔ کریمه، به آزف رفت و پس از اقامتی سه‌روزه، رهسپار مجار شد و در خانقاهی متعلق به دراویش رفاعی منزل کرد. ابن بطوطه مدعی است پس از آن به شهر بلغار در کنار رود ولگا رفته است، اما کارل بروکلمان، سفر او به سرزمین بلغارها را به دلیل دشواری و دوری راه — که حدود ۶۰ روز زمان می‌برده است — غیرممکن دانسته و توصیفات او از آن شهر و نیز سرزمین ظلمات را برگرفته از یک اثر ادبی می‌داند. به هر حال، او به آستراخان رسید و با جلب نظر اوزبیک‌خان، توانست خود را با کاروان پَیَلون خاتون، همسر خان و دختر آندرونیکوس سوم، که برای دیدار پدرش قصد سفر به قسطنطنیه داشت، همراه کند و به آنجا برود. او مدتی بعد دوباره عزم سفر به مناطق اردوی زرین کرد و مدتی در شهر سرای اقامت گزید. سپس از طریق ولگا به خوارزم رفت.

#### ماوراءالنهر و خراسان
ابن بطوطه از خوارزم به بخارا و سپس نخشب رفت. در بیرون از نخشب با سلطان ترمشیرین، از خوانین خانات جغتای، دیدار کرد و هدایایی از او گرفت. پس از آن قصد سفر به هندوستان کرد و پس از بازدید از شهرهای بزرگ و مهم ماوراءالنهر و خراسان چون سمرقند، بلخ، هرات، طوس، مشهد، سرخس، تربت حیدریه، نیشابور، بسطام، غزنی و کابل، در ۱ محرم ۷۳۴ به منطقهٔ پنجاب و درهٔ رود سند رسید.

#### هندوستان
ابن بطوطه که پس از سفر به دشت قبچاق صاحب مال و دارایی شده بود، در صدد بود که خود را در نظر محمد بن تغلق، سلطان دهلی، معتبرتر نشان دهد؛ لذا در غزنی از یک بازرگان تکریتی وام گرفت و با آن به تدارک هدایای بیشتری برای سلطان پرداخت. او در مرز هندوستان مورد بازرسی توسط مأموران مرزی هندی قرار گرفت و سپس به مولتان که مرکز نظامی بخش غربی هند بود، منتقل شد. او بیش از دو ماه در مولتان متوقف بود تا بالاخره جواز حرکت به سمت دهلی را دریافت کرد. او در مسیر سفر در هندوستان از شگفتی‌های آنجا همچون زنده سوزانیدن زنان نوشته است. مسیر مولتان تا دهلی چهل روز راه بود و چون بسیاری از هندی‌ها مقید به دین خود بودند، گاه به مسافران مسلمان حمله می‌کردند. در یکی از منزل‌ها که ابن بطوطه به همراه بیست و دو نفر دیگر از قافله عقب افتاده بودند، مورد هجوم گروهی از بومیان قرار گرفتند. در این بین، ابن بطوطه تیر خورد و زخمی شد، اما او و همراهانش توانستند مهاجمان را متفرق کنند. زمانی که او به دهلی رسید، سلطان در شهر نبود و یکی از وزیران در تالار هزارستون از آنها استقبال کرد. زمانی که سلطان به دهلی برگشت، ابن بطوطه به دیدار او رفت و ضمن دریافت لقب «مولانا بدرالدین»، به مقام قضاوت دهلی منصوب شد. پس از چندی، تولیت مقبرهٔ سلطان قطب‌الدین هم به او واگذار شد و در مدت اقامتش در دهلی، زندگی پر زرق و برقی برایش خودش ساخت. پس از مدتی، او از شغل‌های حکومتی دور شد و به گوشه‌گیری روی آورد. حدود پنج ماه در خدمت شیخی به نام کمال‌الدین عبدالله غاری بود، تا این که دوباره محمد بن تغلق به سراغش رفت و او را برای سفارت چین برگزید. هیئت اعزامی در ۱۷ صفر ۷۴۳ دهلی را ترک کرد و در علیگر، از محاصرهٔ شهر کوچک جلالی توسط شورشیان هندی باخبر شد. محافظان هیئت به نبرد با شورشیان پرداختند و در جریان زد و خوردهای بعدی، ابن بطوطه که از همراهانش جدا افتاده بود، اسیر شد. او پس از چند روز با کمک یکی از یاغیان که مسلمان بود، توانست بگریزد و به علیگر برگردد. هیئت سپس به دولت‌آباد رفت که ابن بطوطه آن را شهری پرجمعیت و بازار طرب‌آباد آن را پررونق توصیف کرده است. آنها سپس به کنبایه و قندهار رفتند و سوار بر کشتی، به سمت سواحل مالابار به راه افتادند. هیئت ابتدا به سنداپور و پس از آن به هانور رسید که از مراکز مهم فرهنگی و بازرگانی به‌شمار می‌آمد و مدارس پسرانه و دخترانهٔ فراوانی در آن فعال بود.

#### مالدیو، جاوه و چین
لذا بار دیگر به سفر دریایی روی آورد و از کالیکوت به جزایر مالدیو رفت و آنجا هم به مقام قضاوت رسید. سپس به جزیرهٔ ملوک رفت و هفتاد روز در آنجا اقامت کرد و در نیمهٔ ربیع‌الثانی ۷۴۵ راهی جزیرهٔ سیلان شد. سپس دوباره به مالدیو برگشت و پس از گذر از بنگاله، شمال هند و طوالسی، در مسیر چین به راه افتاد و هفده روز پس از ترک طوالسی به شهر کانتون در ساحل چین رسید.

#### بازگشت به مغرب
او پس از ترک چین، از راه جاوه به کالیکوت در هندوستان رفت. از آنجا سوار بر کشتی به راه افتاد و ۲۸ روز بعد، در محرم ۷۴۸ به ظفار رسید. سپس به مسقط، هرمز، فسا، شیراز، اصفهان و ایذه رفت. در آنجا با اتابک افراسیاب، از اتابکان لر بزرگ، دیدار و او را مردی دائم‌الخمر معرفی کرد. شوشتر، بصره و نجف رفت و ضمن زیارت دوبارهٔ حرم علی بن ابی‌طالب، راهی کوفه، بغداد و شام شد و در اوایل ربیع‌الاول ۷۴۹ به حلب وارد شد. او سفرش را در مسیر دمشق، بیت‌المقدس، اسکندریه و قاهره ادامه داد و برای سفر دریایی به مکه، راهی بندر عیذاب شد و با کشتی به جده رفت. ابن بطوطه در ۲۲ شعبان ۷۴۹ به قصد چهارمین حج به مکه رسید و سپس راه فلسطین در پیش گرفت و شاهد شیوع بیماری وبا در آنجا شد. چندی بعد قصد بازگشت به مغرب کرد و در صفر ۷۵۰ با کشتی کوچکی، ابتدا به تونس رفت. در این بین سفری به جزیرهٔ ساردنی داشت که در طی آن دو بار مورد حملهٔ دزدان دریایی قرار گرفت. ابن بطوطه در ادامه مسیر مغرب، ضمن گذر از شهرهای تنس و تلمسان، به تازه رسید و از درگذشت مادرش در اثر ابتلا به وبا اطلاع یافت. او عاقبت در روز جمعه، اواخر شعبان ۷۵۰، به فاس رسید و به دربار ابوعنان فارس، سلطان مرینی، رفت.

#### اندلس
ابن بطوطه پس از چندی اقامت در دربار ابوعنان فارس، به قصد زیارت قبر مادرش به طنجه رفت و پس از آن راهی سبته شد. در سبته دچار بیماری که سه ماه طول کشید و منجر به توقف چندماههٔ او در آن شهر شد. سپس به بهانهٔ «جهاد با کفار» سفر دیگری را به اندلس آغاز کرد که در واقع قصد داشت یکی دیگر از سرزمین‌های اسلامی که تا آن روز ندیده بود را ببیند. او ابتدا عازم جبل‌الطارق شد و به همراه ابوزکریا یحیی بن سراج الرُندی، قاضی جبل‌الطارق، از استحکامات دفاعی آنجا بازدید کرد. سپس به رنده رفت و ضمن دیدار با پسرعمویش که قاضی شهر بود، در ضیافت فقیه شهر نیز شرکت کرد. او پس از آن عزم مالقه کرد و در همان ابتدای راه، شاهد شبیخون نیروهای مسیحی به نیروهای مسلمان بود. او سرانجام به غرناطه، مرکز اندلس، رسید. در آنجا مراسمی به مناسبت ورود ابن بطوطه، در یکی از باغ‌های شهر برپا شد که جمعی از بزرگان در آن شرکت داشتند و ابن بطوطه داستان‌های سفرش را تعریف می‌کرد. او همان‌جا با ابن جزی که داشت از گفته‌هایش یادداشت‌برداری می‌کرد، آشنا شد. ابن بطوطه پس از چندی از راه جبل‌الطارق به مغرب بازگشت.

#### مالی
ابن بطوطه به دستور ابوعنان فارس این بار عازم سفری دوساله به مناطق مرکزی آفریقا و امپراتوری مالی شد که مدت چندانی از نفوذ اسلام به آنجا نگذشته بود و برای رسیدن به آن باید صحرای بزرگ آفریقا را پشت سر می‌گذاشت. او پیش از عبور از صحرا به سجلماسه رفت و بیش از چهار ماه مهمان فقیهی به نام ابومحمد بشری شد که پیش‌تر برادرش را در چین دیده بود. او سپس به پیشنهاد راهنماهای محلی، چند شتر خرید و آنها را پروراند تا آمادهٔ سفر صحرا شوند. سپس در ۱ محرم ۷۵۳، به همراه قافله‌ای که مسیر را می‌شناخت، حرکت کرد و به تمبوکتو رفت. سپس ضمن بازگشت، به تکدا رفت و از معادن مس آن منطقه بازدید کرد. در ادامه، با کاروانی از برده‌فروشان همراه شد و در ۱۱ شعبان ۷۵۴ به سمت هکار به راه افتاد. ابن بطوطه سرانجام در نیمهٔ اول ذیحجهٔ ۷۵۴، چند روز پس از عید قربان، به فاس برگشت و به سفرهای طولانی خود پایان داد.

### پس از سفر و درگذشت
ابن بطوطه پس از بازگشت به فاس، در آنجا ساکن شد. البته احتمالاً او دوست داشت در غرناطه زندگی کند و از ابوالحجاج یوسف یکم، امیر غرناطه، در تدوین سفرنامه‌اش کمک بگیرد، اما شاه بیمار بود و ابن بطوطه را نپذیرفت. تنها مادر شاه بود که مقداری سکهٔ طلا به ابن بطوطه هدیه کرد. در فاس اما ابوعنان فارس، سلطان مرینی، به او توجه زیادی کرد و باعث اقامتش در آنجا شد. ابن بطوطه بیش از بیست سال پایانی عمر خود را در فاس گذراند و در همان‌جا درگذشت. دائرةالمعارف بزرگ اسلامی به نقل از ایگناتی کراچکوفسکی، درگذشت ابن بطوطه را در سال ۷۷۹ نوشته است. محمدعلی موحد معتقد است او سال‌های پایانی عمر خود را در یکی از شهرهای مغرب به قضاوت گذراند و در ۷۷۰ درگذشت. امروزه مزاری با ضریحی محقر و مناره‌ای سبز در طنجه به نام ابن بطوطه شناخته می‌شود.

## همسران و فرزندان
ابن بطوطه نخستین بار طی سفر و در شهر صفاقس، دختر یکی از بزرگان آن منطقه را نامزد کرد. او با رسیدن به طرابلس در اواخر محرم ۷۲۶، مراسم عروسی را برگزار کرده و رسماً برای نخستین بار ازدواج کرد. این ازدواج دوام چندانی نداشت و کمی بعد، طی اختلافی که ابن بطوطه با پدرزنش پیدا کرد، همسرش را طلاق داد و این بار با دختر یکی از طلاب فاس ازدواج کرد. موحد احتمال می‌دهد که او همسر دوم را هم در اسکندریه طلاق داده باشد. ابن بطوطه در رمضان ۷۲۶ و هنگامی که در دمشق بود، با دختری دیگر از اهالی مغرب ازدواج کرد اما او را همراه خود نبرد و در حالی که حامله بود، در دمشق رها کرد. بعدها وقتی که در دهلی بود، خبردار شد که آن زن، پسر زاییده است. زمانی که در بازگشت به دمشق رسید، منتظر بود پسر بیست‌ساله‌اش را ببیند اما متوجه شد که او دوازده سال پیش مرده است. او پیش از رفتن به هند، از کنیزش در نخشب یاد می‌کند که حامله بود و ابن بطوطه می‌خواست او را به سمرقند برساند تا بچه‌اش را به دنیا بیاورد اما در خیمه‌ای در میان راه، بچه زاده می‌شود. به ابن بطوطه خبر می‌دهند نوزاد پسر است، اما بعد معلوم می‌شود دختر بوده است. او قدم این نوزاد را پر خیر و برکت می‌شمارد، اما یک ماه و نیم پس از ورودش به دهلی، در کمتر از یک‌سالگی می‌میرد. از زنان ابن بطوطه در طول اقامت بلندمدتش در دهلی اطلاع چندانی وجود ندارد. او تنها در حکایتی دربارهٔ شخصی به نام سید ابراهیم خریطه‌دار، اذعان می‌کند که خواهر او به نام حورنسب را به همسری داشته است. حورنسب خواهری هم داشت که همسر غیاث‌الدین دامغانی، سلطان معبر، بود. ابن بطوطه حورنسب را زنی صالح و شب‌زنده‌دار معرفی می‌کند که خواندن می‌دانست، اما نوشتن نه. او از حورنسب دختری داشت که هنگام نقل سفرنامه می‌گوید خبری از او ندارد. همچنین از پسری به نام احمد یاد می‌کند که هنگام ترک هند، او را به غیاث‌الدین از نوادگان مستنصر عباسی که در دهلی ساکن بود سپرده است و دیگر اطلاعی از سرنوشت او ندارد. ابن بطوطه در مالدیو هم دختر یکی از وزیران آنجا را خواستگاری کرد، اما با مخالفت دختر روبرو شد. پس از آن به خواستگاری نامادری ملکهٔ مالدیو رفت و با او ازدواج کرد. بعدها سه زن دیگر هم گرفت که همه از خانواده‌های بزرگان مالدیو بودند و یکی‌شان که ابن بطوطه او را بیشتر دوست داشت، نادختری یکی دیگر از وزیران بود. با این حال، هنگام ترک مالدیو همهٔ آن چهار نفر را طلاق داد. او در مالدیو پسر خردسالی داشت که می‌خواست همراه خود ببرد، اما با اعتراض مادر، بچه را به او سپرد. پس از آن در مدت هفتادروزه‌ای که در جزیرهٔ ملوک، یکی از جزایر مالدیو، در انتظار کشتی بود، دو بار ازدواج کرد.
ابن بطوطه جدا از زن‌هایی که رسماً با آن‌ها عقد و ازدواج می‌کرد، کنیزان بسیاری هم داشت. یک بار در هند، ده دختر هندوی اسیر را به عنوان کنیز به او بخشیدند. او پیش‌تر هم در ایاسلوق، کنیزی یونانی را به ارزش چهل دینار و در بلی کسری کنیزی به نام مَرغَلیطه را خریداری کرده بود. در مالدیو، ابتدا دختری مَرهَتی به نام گلستان به او بخشیدند که فارسی می‌دانست و ابن بطوطه به او علاقهٔ زیادی داشت. فردای آن روز هم دختری مَعبَری به او هدیه کردند که عنبری نام داشت و زمانی که مالدیو را ترک کرد، تنها یکی از کنیزانش را با خود برد. پس از آن زمانی که به بنگاله رسید، قیمت کنیز را بسیار ارزان دید و دختری به نام عاشوره که بسیار زیبا توصیفش می‌کند را به ارزش تنها یک دینار به خدمت گرفت.

## شخصیت
ابن بطوطه آخرین جهانگرد بزرگی بود که سرتاسر جهان اسلام را پیمود. شاکر خصباک در کتاب ابن بطّوطه و رحلته، او را «سید الرحالة العرب و المسلمین» خوانده است. او مسلمانی مؤمن و سنت‌گرا بود اما بهرهٔ چندانی از دانش‌های جغرافیا و ادبیات نداشت؛ لذا در شرح‌هایش، مفاهیم و اندیشه‌های بلند و نکته‌های ظریف وجود ندارد. او افسانه‌هایی که می‌شنید را باور می‌کرد و کارهای شگفت‌انگیز جوکیان هند او را به اعجاب وامی‌داشت. او زبان بسیاری از مناطقی که به آنجا سفر می‌کرد را نمی‌دانست و علاوه بر عربی، کمی هم فارسی و ترکی بلد بود و کلماتی را هم از زبان هندی آموخته بود. تسلط او به فارسی کافی نبود و نمی‌توانست آن را رسا صحبت کند. محمدعلی موحد با ذکر این نکته که ابن بطوطه احتمالاً در طول سفرش اسامی اشخاص و مکان‌ها را روی کاغذ یادداشت می‌کرده است، او را دارای حافظه‌ای خارق‌العاده توصیف می‌کند. او اسامی بعضی از کسانی که در طول حدود سی سال سفر ملاقات‌شان کرده بود را با ذکر شیوهٔ تلفظ آن‌ها، نقل کرده است. این مسئله زمانی که دامنهٔ سفر او به سرزمین‌های غیرعربی رسید و با اسامی نامأنوس آشنا شد، بیشتر مورد توجه قرار می‌گیرد. با این حال نمی‌توان با قطعیت، درستی ضبط نام‌های توسط ابن بطوطه و نیز نوشتن آن‌ها توسط ابن جزی را تأیید کرد. زمانی که ابن بطوطه به قضاوت دهلی منصوب شد، زبان مردم آنجا را بلد نبود و برای رفع این مشکل، دو مشاور و مترجم هندی و ایرانی به نام‌های بهاءالدین مولتانی و کمال‌الدین بجنوردی برایش تعیین کردند.

### عشق به سفر
روزی [در اسکندریه] نزد او [برهان‌الدین اعرج] رفته بودم. گفت به نظرم تو سیاحت و جهانگردی را خیلی دوست داری. گفتم آری دوست دارم. لیکن آن روز اصلاً به خاطر من نمی‌گذشت که تا اقصی بلاد چین و هند خواهم رفت. شیخ گفت: به خواست خدا چنین مقدر است که تو برادرم فریدالدین را در هند و برادرم رکن‌الدین زکریا را در سند و برادرم برهان‌الدین را در چین زیارت کنی. می‌خواهم سلام من به ایشان برسانی. من از سخن در شگفت شدم اما همین گفتار، خیال مسافرت به آن نقاط را در دل من انداخت و سرانجام پیش‌بینی شیخ درست درآمد. چه من در مسافرت‌های خود، هر سه تن مذکور را زیارت کردم و سلام او را به ایشان رسانیدم.

سفرنامهٔ ابن بطوطه
ابن بطوطه در حالی طنجه را در سال ۷۲۵ ترک کرد که در ابتدا قصدش از سفر صرفاً به جای آوردن مناسک حج و زیارت مسجدالنبی بود و ایدهٔ سفر به مناطق دوردست را برهان‌الدین اعرج در اسکندریه به سرش انداخت. برهان‌الدین به ابن بطوطه گفت که سه تن از برادران او را در هند، سند و چین خواهد دید و خواست سلامش را به آنها برساند. او آخرین بار در نیمهٔ اول ذیحجهٔ ۷۵۴ به فاس برگشت و دیگر سفر نکرد. همیلتون گیب طول مسیری که ابن بطوطه در بیش از ۲۹ سال سفر پیمود را حدود ۷۵٬۰۰۰ میل تخمین زده است. ابن بطوطه در این مدت، بیش از دو سال در مکه، حدود هفت سال در دهلی و حدود یک و نیم سال در مالدیو ساکن بود و مابقی آن سال‌ها را تقریباً بی‌وقفه در حرکت بوده است. او آرزوی خود را در دنیا سفر به اطراف دنیا می‌دانست که برای رسیدن به آن، به خودش افتخار می‌کند. سفر و جهانگردی تنها پیشه‌ای بود که ابن بطوطه در بین همهٔ گذشتگان و معاصرانش، هماوردی برای خود نمی‌دید و تنها کسی که امکان مقایسه با او را پیدا می‌کند، مارکو پولو بود که تقریباً در همان سال آغاز سفر ابن بطوطه، درگذشته بود. جلال‌الدین تبریزی او را در عرب و عجم یکتا دانسته بود و ابن جزی در مقدمهٔ رحله، او را «جهانگرد اسلام» خوانده است.

### ویژگی‌های روانی
روایت ابن بطوطه با شرح حالی از خودش در هنگام شروع سفر، آغاز می‌شود و خواننده، او را جوانی شکننده، احساسی و شایستهٔ دلسوزی می‌بیند. او در مراحل آغازین سفر به چشم جوانی تازه‌کار و مسافری فقیر نگریسته می‌شد و احساس غریبی و بی‌کسی در روایت‌های ابتدایی‌اش دیده می‌شود. به عقیدهٔ محمدعلی موحد، نقطهٔ عطف در بلوغ شخصیتی ابن بطوطه، رسیدن او به اسکندریه، دیدن آن شهر و مصاحبت با بزرگان آنجا بود. در کل، مصر که در آن هنگام تحت حاکمیت ممالیک قرار داشت و قاهره که دوران شکوفایی خود را می‌گذراند، تأثیر عمیقی بر ابن بطوطه گذاشت. او همچنین معتقد است که ابن بطوطه طی مدت چهار تا پنج سال، از یک جوان احساساتی و ترحم‌برانگیز به شخصی قوی و مصمم و مطمئن تبدیل می‌شود. روابط عاطفی ابن بطوطه با همسر و فرزندانش و ترک آنها به سادگی، او را انسانی بسیار خونسرد و بی‌تفاوت و گاه سنگدل نشان می‌دهد. اما با دیدن خودسوزی زنان هندو در کنار جنازهٔ شوهر یا تن‌های پوست‌کنده و سرهای بریده، حالش به هم می‌خورد و غش می‌کند. موحد شخصیت ابن بطوطه را نه سنگین و نه جلف می‌داند و او را مردی دارای اعتماد به نفس توصیف می‌کند که در دام غرور و خودبینی نیافتاده است. او خوش‌مشرب است و با همه گرم می‌گیرد. قدرت جسمانی‌اش بالاست، راحت‌طلب نیست، از کثیفی بیزار است. او مجذوب ثروت و شکوه است ولی به فکر مال‌اندوزی نیست و در خرج کردن پولی که نصیبش می‌شود، درنگ نمی‌کند. او شخصی تیزبین، با نگاهی طنزآلود و حافظه‌ای بسیار قوی است. او قصه‌گویی گرم‌سخن است که قدرت کلام و گویندگی خوبی دارد، ولی اهل نویسندگی نیست.

### زن‌دوستی
ابن بطوطه فردی زن‌دوست بود و هرچه پا به سرزمین‌های بیشتری می‌گذاشت، توجهش به زن‌ها هم بیشتر می‌شد. سرزمین‌هایی چون آسیای صغیر، روسیه و هندوستان که سرزمین‌هایی در حاشیهٔ جهان اسلام بودند و به واسطهٔ زد و خورد مسلمانان و غیرمسلمانان، بازار غلام و کنیز در آنجا رونق بیشتری داشت، زمینه را برای برخورد بیشتر ابن بطوطه با زن‌ها فراهم می‌کرد. او از پول خرج کردن برای خرید کنیز ابایی نداشت و اگر کنیزی را می‌پسندید، می‌خرید. او توجهش به زنان شیراز جلب شد و مدعی شد که در هیچ شهری جمعی به بزرگی اجتماع زنان در شیراز ندیده است و سپس شرحی از پوشش و چگونگی حضور آنان در فضاهای عمومی را روایت کرده است.

### باورهای دینی
ابن بطوطه مسلمانی متشرع و گاه متعصب بود. او به غیرمسلمانان اغلب به دیدهٔ تحقیر می‌نگریست و با آن که سال‌های در هند زندگی کرد، علاقه‌ای به شناخت اعتقادات آنها نداشت. او در سفرهایش با یهودیان برخورد کمتری دارد و در برخوردهایش با مسیحیان، لحنش نسبتاً مهربان‌تر از دیگران است. او در فئودوسیا بود که نخستین بار صدای ناقوس کلیسا را شنید و به هراس افتاد. او به تصوف تمایل زیادی داشت و به هر شهری که وارد می‌شد، ابتدا به دیدار مشایخ و اقطاب آنجا می‌رفت. گاه برای دیدار زاهدی راه خود را از کاروان جدا می‌کرد. او در بیت‌المقدس از دست شیخی به نام عبدالرحمن که از اهالی ارزروم و از پیروان سلسلهٔ رفاعیه بود خرقه پوشید. در اصفهان نیز از علی بن سهل از پیروان سلسلهٔ سهروردیه خرقه پوشید. او همچنین در اوجه از قطب‌الدین حیدر علوی، بنیان‌گذار سلسلهٔ جلالیه، خرقه پوشید. علاوه بر آن، کمال‌الدین عبدالله غاری در دهلی و جلال‌الدین تبریزی در کامرو، جامه‌ای به ابن بطوطه بخشیدند. با این حال علاقهٔ او به تصوف، محصور به سلسله یا شیخی خاص نبود.

### توجه به سیاست
هر چه مقاصد سفرهای ابن بطوطه متنوع‌تر می‌شود، توجه او به مسائل سیاسی و روابط میان حکومت‌ها هم افزایش می‌یابد. او در برخی قسمت‌ها، به شرح ماجراها و جریان‌های سیاسی و نظامی پرداخته است که معمولاً افراد جهانگرد و اهل دین، به آن توجهی چندانی ندارند. همچنین چندین ماجرا از بذل و بخشش‌های پادشاهان و روابط میان آن‌ها با زیردستانشان در سفرنامه نقل شده است.

## سفرها

#### مکان‌های مورد بازدید
ابن بطوطه در گذر زندگانی خویش بیش از ۱۱۷٬۵۰۰ کیلومتر راه پیمود و طبق مرزبندی امروز می‌توان گفت او به ۴۴ کشور سفر کرده است.
ابن جُزَی نقل می‌کند که او در پایان سفر خود گفته است: «من در واقع بحمدلله به آرزوی خود در این گیتی که همان سفر بر روی زمین است دست یافتم؛ افتخاری که افراد عادی دیگر به آن دست نیازیدند.»
فهرست شهرها و کشورهای سفر شده به قرار زیر است:
- مغرب عربی

- طنجه
- فاس
- مراکش
- تلمسان
- ملیانة
- الجزائر
- بجیه
- قسنطینه
- عنابه
- تونس
- سوسه
- صفاقس
- قابس
- طرابلس

- مشرق عربی

- قاهره
- اسکندریه
- دمیاط
- بیت‌المقدس
- بیت الحم
- الخلیل
- تبریز
- دمشق
- اللَاذِقِیَّة
- مصر
- سوریه
- مدینه - زیارت قبر پیامبر اسلام.
- جده
- مکه - حج.
- رابغ
- عمان
- ظفار
- ریاض (ریاض)
- بحرین
- الأحساء
- تنگه هرمز
- یمن
- قطیف

- اسپانیا

- گرانادا
- والنسیا

- امپراتوری بیزانس و اروپای خاوری

- قونیه
- آنتالیا
- بلغارستان
- آزوف
- کازان
- رودخانه ولگا
- قسطنطینیه

- آسیای میانه

- خوارزم، بُستانه و خراسان (معادل کشورهای ازبکستان، تاجیکستان و افغانستان امروزی)

- آسیای جنوبی

- شمال هند
- سند
- مُلتان
- دهلی
- برمه (میانمار)
- سوماترا اندونزی
- شبه جزیره مالایی مالزی
- فیلیپین
- اوتار پرادش
- گجارات
- مهاراشترا
- کوزهیکود
- مالابر
- پادشاهی پاندیان
- بنگلادش
- داکا
- سیلهت
- مالدویو
- سریلانکا

- چین

- گوانگژو (که او آن را در کتابش شهر خران نامید.)
- هانگزو (که وی آن را مدینة الخنساء نامید و آن را پهناورترین شهر آن زمان معرفی کرد، به‌طوری‌که عبور از آن سه روز پیاده به طول می‌انجامید.)
- پکن (او آنجا را شهر بسیار تمیزی معرفی می‌کند.)

- آفریقا

- موگادیشو
- زیلا
- کیلوا کیسیوانی
- مومباسا
- تیمبوکتو
- گئو
- تاکدا
- والتا

#### برنامهٔ سفر از ۱۳۲۵ تا ۱۳۳۲ میلادی
خط سیر ابن‌بطوطه از شمال آفریقا تا اسکندریه و قاهره و مصر علیا به قصد عبور از دریای سرخ به جده و مکه و انجام فریضهٔ حج بود، ولی به لحاظ ناامنی راه از آن جا به شام و فلسطین برگشت و از آن راه رهسپار مکه شد و پس از حج راهی عراق و موصل و دیاربکر و از آن راه داخل ایران شد. سپس دوباره حج گزارد و به جنوب ایران از راه دریا و خشکی تا جزیرهٔ هرمز رسید؛ و برای بار سوم به حج رفته از راه مصر و شام به قسطنطنیه و آسیای صغیر و ترکستان و افغانستان و ایران و هند رفته هفت سال در دهلی بماند و از آنجا به چین رفت و پس از توقف حدود یکسال‌ونیم در چین، از راه جزیرهٔ سیلان و بنگال و هند اقصی به جزیرة العرب آمده به ظفار رسید. پس از بازدید دیگربار از ایران و عراق و شام و مصر و انجام حج بار چهارم، به شمال آفریقا آمده در مغرب در شهر (فاس) مدتی درنگ کرده به غرناطه (آندلس) رفته و به آفریقا برگشت و از بلاذ زُنج و مالی و کشورهای مجاور دیدن کرده به مغرب بازگشت. این خط‌سیر در نقشهٔ کتاب عبدالهادی التازی ضمیمه است.
ابن‌بطوطه چهار بار و به تعبیری ۵ بار از نواحی مختلف، ایران دیدن کرده، اما هیچ‌گاه سراسر ایران را سیر نکرده است.

## سفرنامه

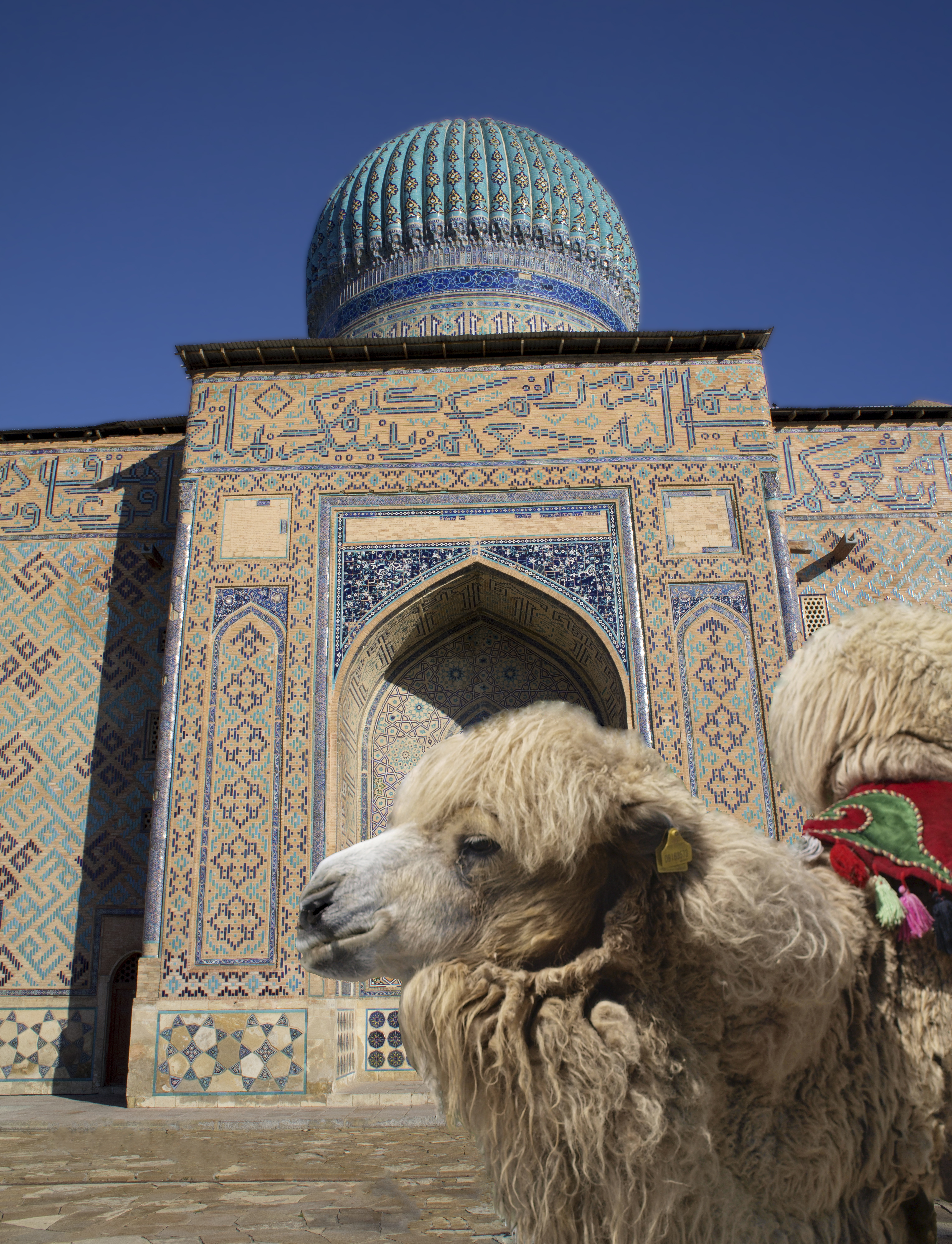
سفرنامه ابن بطوطه

### روند تدوین
سفرنامهٔ ابن بطوطه که عنوان تُحْفَةَ النُّظّارْ فی غَرائِبَ الأمْصارْ و عَجائِبَ الأسْفارْ را بر خود دارد و بیشتر با نام مختصر رحله شناخته می‌شود، به خواست و ابتکار ابوعنان فارس نوشته شده است. او محمد بن محمد بن جزی الکلبی را برای به نگارش درآوردن ماجرای سفرهای ابن بطوطه برگزید. در نتیجه، ابن بطوطه خود کتابش را ننوشته است و ماجراهایی که از زبان او نقل می‌شد، توسط ابن جزی به نگارش درآمده است. شیوهٔ کار چنین بود که ابن جزی ابتدا داستان‌ها را به همان شکلی که ابن بطوطه تعریف می‌کرد، می‌نوشت و سپس به تصحیح آن می‌پرداخت. به گفتهٔ ابن مرزوق، علاوه بر تحریر کتاب، کار تلخیص و تهذیب و تنمیق آن هم به عهدهٔ ابن جزی بوده است. او همچنین در مواردی جملاتی از خودش را به کتاب افزوده است که آغاز و پایان آن با عبارت‌هایی چون «قال ابن جزی» و «ولنعد الی کلام الشیخ ابی عبدالله» قابل تشخیص است. نگارش اولیهٔ داستان‌ها در ۳ ذیحجهٔ ۷۵۶، در مدت کمتر از سه ماه، به پایان رسید و ابن جزی آن را در صفر ۷۵۷ تصحیح، و کتاب را آماده کرد.
حجم زیادی از مطالب سفرنامهٔ ابن بطوطه به مشاهدات او در هند اختصاص دارد.
دائرةالمعارف بزرگ اسلامی نواقص موجود در نثر سفرنامه را بیشتر متوجه ابن جزی می‌داند و معتقد است تلاش او برای یکپارچه کردن داستان‌های مجزایی که ابن بطوطه نقل می‌کرد، باعث حدی از اعمال سلیقه توسط او شده است. به طوری که در میان جملات ساده و نزدیک به محاورهٔ ابن بطوطه، جملات پرطمطراق و عبارات مسجع و اطالهٔ کلام توسط ابن جزی دیده می‌شود. همچنین در بخش‌هایی از سفرنامه که مربوط به شام و عربستان است، گاه اشعاری بی‌ربط به موضوع و نیز نوشته‌هایی از سفرنامهٔ ابن جبیر را می‌توان در مقدمهٔ معرفی شهرها مشاهده کرد.
بیشتر آثاری که بعداً دربارهٔ آسیای میانه و اردوی زرین نوشته شده‌اند، از نوشته‌های ابن بطوطه بی‌نیاز نبوده‌اند. سفرهای ابن بطوطه تقریباً همزمان با سفرهای مارکو پولو بود و مطالب این دو جهانگرد — به خصوص دربارهٔ آسیا — مکمل هم‌اند.
نوشته‌ای از ابن بطوطه چه در سفرنامه و چه در دیگر منابع شناخته نشده است ولی به اعتقاد دائرةالمعارف بزرگ اسلامی، او شارح و ناقل بسیار توانایی بود.

### کشف و بازشناسی
این سفرنامه بین نویسندگان مسلمان خارج از مغرب شهرت چندانی نداشت و تنها کسانی چون ابن خلدون، مقری و لسان‌الدین خطیب اشاره‌هایی به آن داشته‌اند. در سال ۱۲۷۸ هجری قمری خلاصه‌ای از سفرنامه با نام المنتقی، توسط محمد بن فتح البیلونی در قاهره چاپ شد که در اوایل قرن ۱۹ میلادی به دست جهانگردان اروپایی چون اولریخ زتسن و یوهان لودویگ بورکارت رسید. آن‌ها نسخهٔ خلاصه را به کتابخانهٔ کمبریج بردند و یوهان گاتفرید لودویگ کوزه‌گارتن و یوهان هینریخ گاتفرید آپتس به پژوهش در آن پرداختند. کوزه‌گارتن در ۱۸۱۸ دربارهٔ سفرنامه در سه بخش «سفر به ایران»، «سفر به مالدیو» و «سفر به آفریقا» اظهار نظر کرد. آپتس نیز در ۱۸۱۹ اثر مشابهی دربارهٔ سفر ابن بطوطه به مالابار انتشار داد. متن خلاصه در ۱۸۲۹ توسط ساموئل لی، استاد دانشگاه کمبریج، به انگلیسی ترجمه شد. چندی بعد ترجمهٔ پرتغالی سفرنامه توسط موئورا و از روی نسخه‌ای که او در ۱۷۹۷ در فاس خریده بود، انجام شد. پس از تصرف الجزیره توسط فرانسوی‌ها، چند نسخهٔ خطی دیگر شناسایی شد. نسخه‌ای نیز در کنستانتسا در رومانی به دست آمد. در نتیجهٔ این کشفیات، پنج نسخه در کتابخانهٔ ملی فرانسه گردآوری شد که تنها دو نسخهٔ آن کامل بود. در نهایت شارل دفرمری و بنیامینو رافائلو سانگینتی نخستین ترجمه از متن کامل این سفرنامه را در چهار جلد طی سال‌های ۱۸۵۳ تا ۱۸۵۸ چاپ کردند که هنوز هم از ارزشمندترین مآخذ این باره است. جلد اول این مجموعه مورد توجه ارنست رنان قرار گرفت و مطالبی در رابطه با شخصیت ابن بطوطه نوشت. پس از او هم تحقیقات اروپایی‌ها در زمینهٔ بخش‌های مختلف سفرنامه ادامه یافت و افرادی چون فن مژیک در ۱۹۱۱ و گیب در ۱۹۲۹ ترجمه و تفسیرهایی از خود ارائه دادند. گیب بعدها به ترجمهٔ کامل سفرنامه و تحقیقی مناسب دربارهٔ آن پرداخت و اثرش را در سه جلد، همراه با توضیحات و یادداشت‌هایی چاپ کرد که سومین جلد آن در ۱۹۷۱ منتشر شد.
پس از چاپ متن کامل سفرنامه در پاریس، آوازهٔ آن کم‌کم به جوامع عرب و مسلمان رسید. از نیمهٔ دوم قرن ۱۹، ترجمهٔ ترکی سفرنامه زیر نظر کمال افندی، در نشریهٔ تقویم وقایع در استانبول چاپ می‌شد. طی سال‌های ۱۸۹۷ تا ۱۹۰۱، داماد محمد شریف ترجمهٔ ترکی سفرنامه را به‌طور کامل در سه جلد منتشر کرد. سپس احمد جودت، دانشمند اهل ترکیه، تحقیقی در سفرنامه، معطوف به جمعیت «اخی‌ها» در آسیای صغیر و قیاس آن‌ها با فتیان سرزمین‌های اسلامی انجام داد. چاپ عربی سفرنامه در ۱۹۲۷ توسط فؤاد افرام بستانی صورت گرفت. مهدی حسین، پژوهشگر هندی، مطالبی راجع به نسخهٔ خطی پاریس نوشت. سعید حمدان و کینگ نوئل، پژوهشگران اوگاندایی، یادداشت‌هایی معطوف به سفر ابن بطوطه به آفریقای سیاه منتشر کردند. چند تن از نویسندگان عرب خلاصه‌هایی از سفرنامه را به چاپ رساندند که از آن میان خلاصهٔ شاکر خصباک با عنوان ابن بطّوطه و رحلته برجسته‌تر است. سفرنامهٔ ابن بطوطه نخستین بار توسط محمدعلی موحد به فارسی ترجمه شد و در دو جلد، در سال ۱۳۴۸ و در ایران به چاپ رسید.

### نقدها
گفته‌های ابن بطوطه از همان سال‌های ابتدایی تدوین سفرنامه، مورد تردید شنوندگان قرار گرفت. چنان‌که برخی از درباریان ابوعنان فارس، ابن بطوطه را به دروغ‌گویی و جعل اکاذیب متهم کردند. ابن جزی و ابن خلدون به شیوع این تردید بین مردم اشاره کرده‌اند؛ هرچند ابن خلدون خودش گفته‌های ابن بطوطه را باور داشت. این شک و تردید با گذشت زمان دچار افزایش و کاهش می‌شد. محققان مسلمان در قرن‌های بعد اغلب داستان‌های سفرنامه را در ردیف افسانه‌ها پنداشته‌اند و به آن نپرداخته‌اند. با این حال گاه خلاصه‌هایی از آن در ادبیات عرب نقل شده است، اما آن‌ها هم از اعتبار چندانی برخوردار نبودند. با رسیدن سفرنامه به دست اروپایی‌ها، آن‌ها نیز با شک به مطالب آن پرداختند تا جایی که هنری یول به شدت از متن سفرنامه انتقاد کرد. این انتقادها بیشتر مربوط به گفته‌های ابن بطوطه دربارهٔ قسطنطنیه و چین بوده است. به زعم دائرةالمعارف بزرگ اسلامی، او اگرچه در قسطنطنیه دچار خطاهای تاریخی شده، اما تصویر دقیقی از شهر ارائه کرده است که دقت بالای او و آشنایی‌اش با آنجا را می‌رساند. دربارهٔ خاور دور اما گابریل فران معتقد بود که ابن بطوطه به چین و هندوچین نرفته است و مطالبش را به شیوه‌ای ناموفق، از منابع مختلف گرفته است. این نظر در سدهٔ بیستم از سوی دانشمندان رد شد. چرا که ابن بطوطه در سفرش به مناطق دوردست از دیدار با افرادی — همچون مولانا قوام‌الدین سبتی در چین و برادرش در سودان — سخن گفته است که در مغرب مشهور بودند و در صورت اثبات عدم صداقتش، می‌توانست باعث بی‌حیثیتی‌اش شود. تاتسورو یاماموتو، محقق ژاپنی، نظر فران را رد کرد و تأکید کرد که گفته‌های ابن بطوطه دربارهٔ چین، با منابع چینی و نیز گفته‌های مارکو پولو منطبق است. ترتیب سفرها در سفرنامه چندان دقیق نیست و برخی تاریخ‌های اشتباه در آن دیده می‌شود اما با توجه به فراوانی نام‌های اشخاص و مکان‌ها، درصد خطاها پایین است. همیلتون گیب یکی از دشواری‌های بررسی سفرنامه را مربوط به تاریخ‌گذاری سفرها می‌داند و معتقد است که تاریخ‌ها احتمالاً به درخواست ابن جزی و با دقت پایین وارد متن شده‌اند که تصحیح آن را دشوار می‌کنند.
محمدعلی موحد احتمال می‌دهد که ابن بطوطه یادداشت‌های پراکنده‌ای از طول سفر با خود داشته که برای تدوین سفرنامه از آن‌ها استفاده کرده است. در سفرنامه گاه داستان‌های دو سفر مجزا به یک شهر، ذیل روایت‌های همان سفر اول نقل شده است که ترتیب تاریخی وقایع را دچار مشکل کرده است. این مورد در داستان‌های سفر به هرمز، شیراز و لرستان به چشم می‌خورد. هرچند به اعتقاد موحد، احتمالاً این مشکل بیشتر متوجه ابن جزی و نتیجهٔ تلخیص‌های اوست.
تعیین مکان سرزمینی که ابن بطوطه آن را طوالسی خوانده است، یکی از تلاش‌های پژوهشگران است. هنری یول در وجود چنین سرزمینی تردید کرده و آن را افسانه پنداشته بود. برخی دیگر، طوالسی را جایی حوالی جزیرهٔ بورنئو و سرزمین‌های جاوه، چامپا، کوشنشین و تونکن دانسته‌اند. یاماموتو شرح ابن بطوطه از طوالسی را تحلیل کرده و با اطمینان بالا، آن را جامپا دانسته است که در مسیر سفر ابن بطوطه از هندوستان به چین قرار گرفته است. با این که توصیفات ابن بطوطه در مورد طوالسی گاه با افسانه درآمیخته است، اما محققان معتقدند که او به دلیل عدم تسلط به زبان مردم آنجا، احتمالاً تحت تأثیر قصه‌پردازی‌های آنها قرار گرفته و شرحش موجب شک و تردید مخاطبان شده است. هرچند با توجه به تطابق گفته‌های ابن بطوطه از سرزمین‌های مجاور طوالسی همچون مالدیو با نوشته‌های دیگر جهانگردان، این شک و تردید به تدریج کم‌رنگ شده است.
توجه او به مردم بیش از توجهش به عوارض طبیعی و جغرافیایی بود و همین نکته، موجب اهمیت سفرنامهٔ او در وصف فرهنگ و جغرافیای تاریخی جوامع اسلامی و شرقی سدهٔ ۸ ه‍.ق شد. گفته‌های ابن بطوطه شامل جوانبی از زندگی است که کمتر مورد توجه مورخان قرار می‌گیرد. مطالب ارزشمندی دربارهٔ مراسم دربارها، پوشاک، عادات، مشخصات و غذاها در سفرنامه وجود دارد که نمی‌توان آن‌ها را سندی ممتاز به‌شمار آورد اما دیدگاه‌های مردم طبقهٔ متوسط جوامع اسلامی سدهٔ ۸ ه‍.ق را منتقل می‌کند. به اعتقاد موحد، رحله را می‌توان از چهار بعد شخصی، جغرافیایی، فرهنگی و اجتماعی و سیاسی نگریست. بعد شخصی سفرنامه، مردی گرم‌سخن و آسان‌گیر را تصویر می‌کند که با همهٔ اقشار نشست و برخاست دارد و مخاطب را شیفتهٔ هم‌سفری با او می‌کند. بعد جغرافیایی سفرنامه با توجه به گوناگونی سرزمین‌ها، شامل اطلاعاتی از عوارض طبیعی، راه‌ها، وسایل حمل و نقل و شیوه‌های سفر در قرن هشتم هجری است. بعد فرهنگی و اجتماعی به برخورد خواننده با انواع مختلفی از اشخاص با نژادها، زبان‌ها، عقاید، حرفه‌ها و طبقات اجتماعی متفاوت مربوط می‌شود. در بعد سیاسی نیز مواردی همچون جریانات سیاسی آن روز، رویدادهای نظامی و معادلات قدرت در دربارها مورد توجه قرار می‌گیرد که از منابع معتبر و دست اول برای تاریخ‌نگاری وقایع آن سال‌ها محسوب می‌شوند.